# Telmatoscopus amplena
Telmatoscopus amplena är en tvåvingeart som beskrevs av Quate 1965. Telmatoscopus amplena ingår i släktet Telmatoscopus och familjen fjärilsmyggor.
Artens utbredningsområde är Filippinerna. Inga underarter finns listade i Catalogue of Life.